# Brzuszna Skała

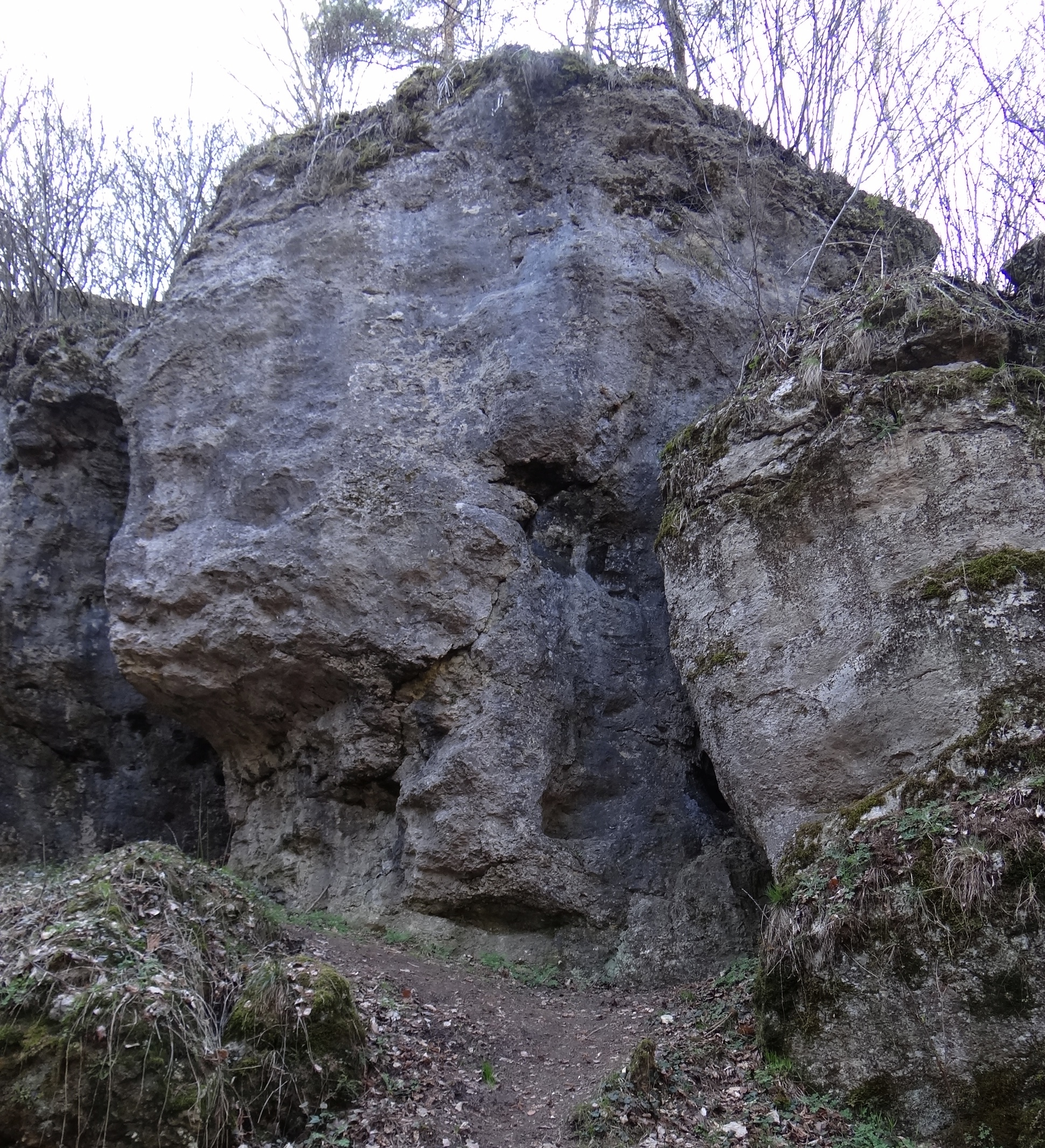

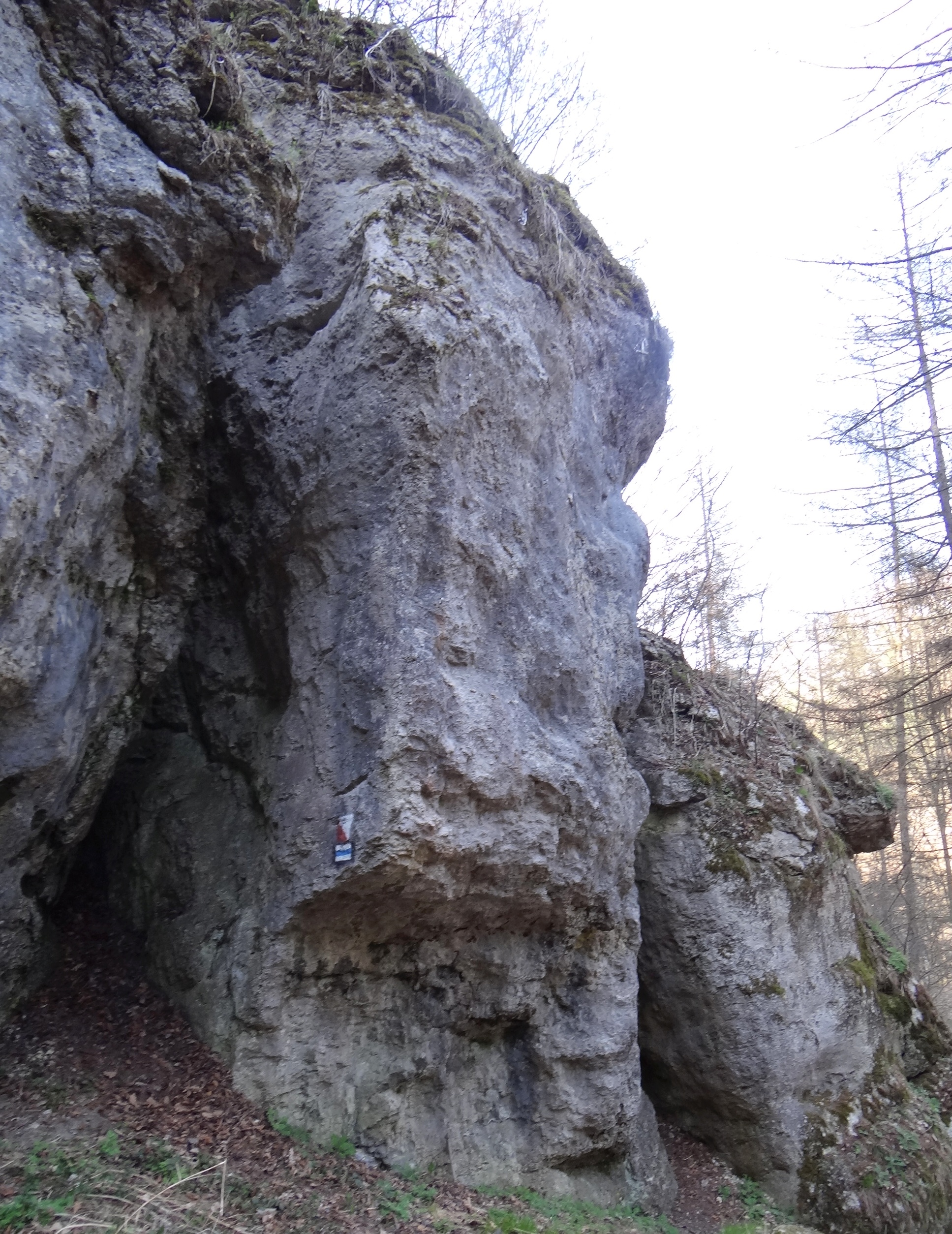

Brzuszna Skała – skała w prawych zboczach Doliny Brzoskwinki w miejscowości Chrosna w województwie małopolskim, w powiecie krakowskim, w gminie Liszki. Znajduje się na Garbie Tenczyńskim (część Wyżyny Krakowsko-Częstochowskiej) w obrębie Tenczyńskiego Parku Krajobrazowego.
W 2007 r. na prawym zboczu Doliny Brzoskwinki usunięto zadrzewienia na skałach i w ich otoczeniu, przez co skały stały się dobrze widoczne i efektowne. Brzuszna Skała jest najdalej na północ wysuniętą skałą wspinaczkową w prawych zboczach Doliny Brzoskwinki. Tuż poniżej niej prowadzi szlak turystyczny i ścieżka dydaktyczna.
Zbudowana z wapienia Brzuszna Skała ma wysokość 8 m, pionowe lub przewieszone ściany z filarem. Jest obiektem wspinaczki. Wspinacze poprowadzili na jej południowo-wschodniej ścianie 4 drogi wspinaczkowe o trudności  od VI.1 do VI.4 w skali Kurtyki. Wszystkie mają zamontowaną asekurację w postaci 3 ringów (r) i stanowisko zjazdowe (st).
W Brzusznej Skale znajduje się niewielka jaskinia Brzuszna Szczelina.

## Drogi wspinaczkowe
1. Brzoskwinie w Salewie; 3r + st, VI.3+, 8 m
2. Lach Sportiva; 3r + st, VI.4, 8 m
3. Pełny magazyn; 3r + st, VI.1, 8 m
4. Topo edycja; 3r + st, VI.1+, 8 m[4].

## Szlaki turystyczne
Mników – Dolina Mnikowska – Wąwóz Półrzeczki – Dolina Brzoskwinki – Brzoskwinia – Las Zabierzowski – Zabierzów.
 ścieżka dydaktyczna „Chrośnianeczka”: Chrosna – Dolina Brzoskwinki – Chrosna